# Diplazium bolivianum
Diplazium bolivianum är en majbräkenväxtart som beskrevs av Michael Kessler och Alan Reid Smith.
Diplazium bolivianum ingår i släktet Diplazium och familjen Athyriaceae. Inga underarter finns listade i Catalogue of Life.